# Bazooka (Kollektiv)
 For alternative betydninger, se Bazooka (flertydig). (Se også artikler, som begynder med Bazooka)
Bazooka var et hus i København besat af slumstormer-bevægelsen BZ. Huset lå på hjørnet af Stengade og Baggesensgade på Nørrebro og blev besat 10. maj 1982. Huset blev ryddet af politiet dagen efter Allotria, den 12. januar 1983. 